# Ґоттфрід Фукс
Ґоттфрід Ерік Фукс (нім. Gottfried Erik Fuchs; 3 травня 1889, Карлсруе — 25 лютого 1972, Вестмаунт, Канада) — німецький футболіст єврейського походження, що грав на позиції нападника. Відзначився 10 забитими м'ячами в матчі зі збірною Російської імперії на Олімпійських іграх 1912 року, що принесло йому звання кращого бомбардира олімпійського футбольного турніру. Після приходу до влади нацистів емігрував з Німеччини, пізніше жив і помер у Канаді.

## Біографія
Ґоттфрід Фукс народився в Карлсруе. Розпочав виступи на футбольних полях у 1904 році у складі команди «Дюссельдорфер». У 1906 році перейшов до складу команди і свого рідного міста «Карлсруе СК», у складі якої грав до 1914 року, та став у 1910 році в її складі чемпіоном Німеччини.
У 1907 році Ґоттфрід Фукс дебютував у складі збірної Німеччини. У 1912 році він грав у її складі на Олімпійських іграх 1912 року, де провів 2 матчі. У матчі втішного турніру зі збірною Російської імперії Фукс відзначився 10 забитими м'ячами, що принесло йому звання кращого бомбардира олімпійського турніру. Усього у складі збірної футболіст зіграв 6 матчів, у яких відзначився 13 забитими м'ячами.
У 1914 році Фукс повернувся до виступів у складі клубу «Дюссельдорфер», проте невдовзі його мобілізували до німецької армії. Він брав участь у Першій світовій війні, нагороджений Залізним Хрестом. Після війни продовжив грати у складі «Дюссельдорфера» до 1920 року.
Після приходу до влади нацистів у зв'язку з переслідуванням євреїв Ґоттфрід Фукс змушений був емігрувати до Канади, де й помер у 1972 році.

## Титули і досягнення
- Чемпіон Німеччини (1):

«Карлсруе СК»: 1909–1910
- Найкращий бомбардир футбольного турніру Олімпійських ігор: 1912 (10 голів)